# Kinderstadt

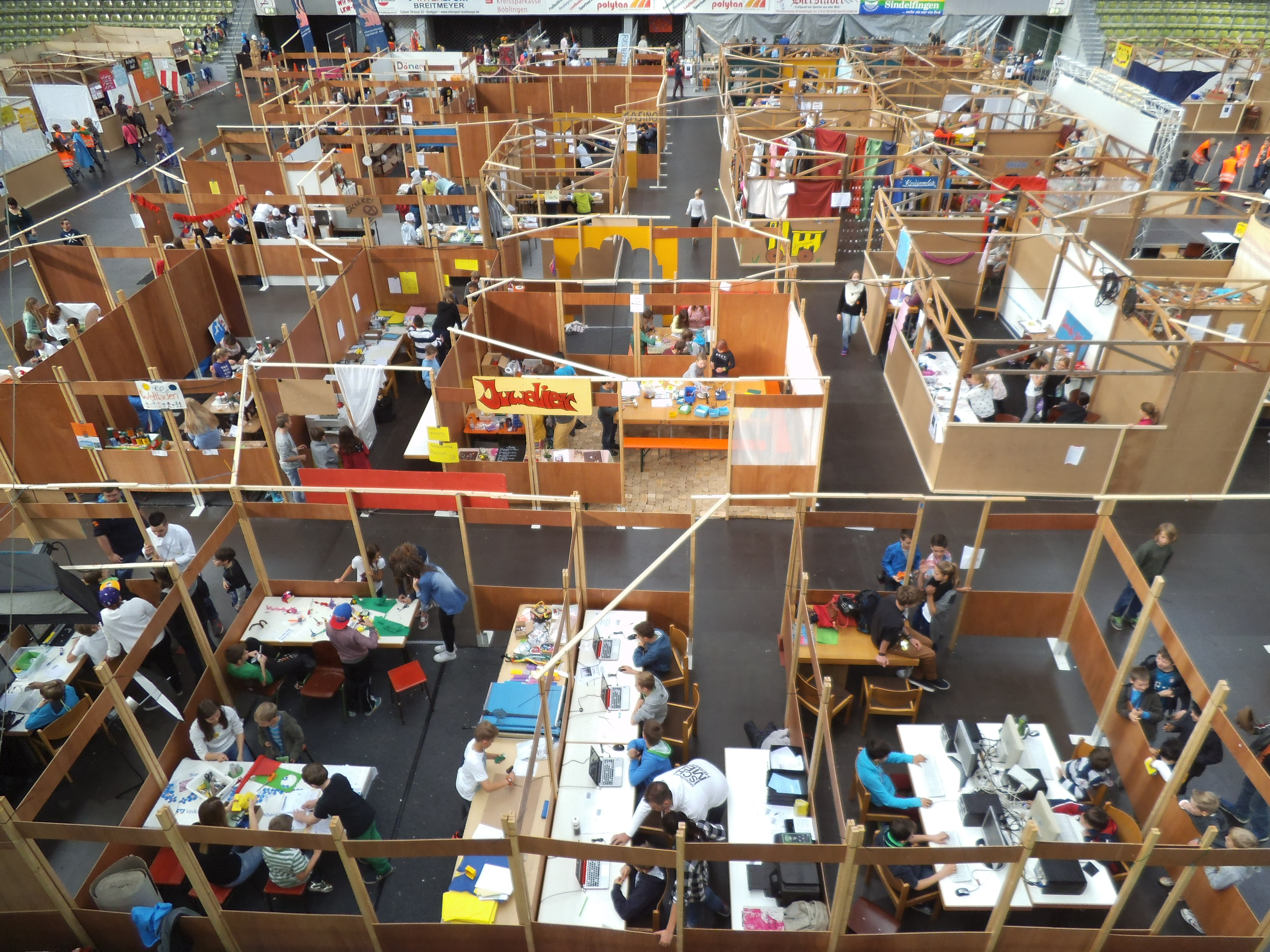
Kinderspielstadt Simsalon

Eine Kinderstadt oder Kinderspielstadt ist ein pädagogisch betreutes Großspielprojekt zur Partizipation von Kindern.

## Durchführung

### Organisation
Organisiert und veranstaltet werden diese Ferienprojekte in der Regel von kommunalen Jugendfreizeiteinrichtungen, Jugendämtern oder Stadtteil- und Kinderbüros, aus der Spielmobil-Arbeit oder von eigenen Trägervereinen. Kinderspielstädte werden häufig von über 100 ehrenamtlichen Helferinnen und Helfern vorbereitet und durchgeführt. In manchen Kinderstädten erhalten die pädagogischen Betreuer eine Aufwandsentschädigung für ihre Mühen.

### Finanzierung
Die Finanzierung eines solchen Großprojekts wird neben Teilnehmerbeiträgen zumeist durch Einwerbung von Drittmitteln und Spenden bestritten. Zudem erhalten manche Projekte Förderung aus Haushaltsmitteln der Länder.
Möglich sind auch Partnerschaften mit Unternehmen, welche die Arbeitsbereiche in der Kinderstadt ausstatten.
Häufig ist die Teilnahme kostenpflichtig, dies gilt vor allem für kleinere Spielstädte, in denen die Betreuung persönlicher ausgerichtet ist.

### Formen
Eine Kinderstadt bietet eine Alternative zu allseits bekannten Kinderbetreuungs-Angeboten wie Ferienspielen, Zeltlagern oder Sommercamps. Es gibt verschiedene Formen und Größen von Kinderstädten mit von unter 100 bis weit über 1000 teilnehmenden Kindern im Alter von etwa 7 bis 14 Jahren. Der Ablauf der Kinderstädte ist in nicht geringem Maße auch von ihrer Größe abhängig.
Eine der ersten Kinderstädte, Mini-München, findet zweijährlich statt. Kinder können die Stadt jederzeit frei betreten und auch wieder verlassen. 12.800 Kinder nahmen das Angebot 2012 wahr. Eltern benötigen für den Zugang zur Stadt ein Besuchervisum. Im konzeptionell ähnlichen Mini-Salzburg spielen bis zu 1500 Kinder am Tag für ein bis sechs Wochen Stadt.
Ein ähnliches Konzept verfolgt die „Kinderstadt-Rostock“: Jeden Mittwoch ist „Berufetag“, an dem jedes Kind so lange „arbeiten“ kann (z. B. in der Hobbywerkstatt als Tischler), wie es möchte. Anders ist das bei den Bürgerschaftssitzungen. Kinder, die in das Gremium gewählt wurden, können die Sitzungen nicht einfach verlassen.
In der Kinderferienspielstadt Ratzgiwatz in Hechingen werden die teilnehmenden Kinder von 9 bis etwa 17 Uhr betreut. Die rund 600 Kinder dürfen frei aus über 40 Arbeitsprojekten wählen, die Kinderstadt in dieser Zeit aber nicht verlassen. In der Mittagspause essen die Betreuer gemeinsam mit den Kindern zu Mittag. Bei diesem Konzept sind Eltern gerne als Gäste gesehen, aber als andauernde Begleitung der Kinder ausdrücklich nicht erwünscht. Eltern werden im „Elterngarten“ (vgl. Kindergarten) durch Kinder betreut und mit Kaffee und Kuchen versorgt.
In der Europäischen Kinderstadt Magdeburg „Ottopia“ werden die Kinder von internationalen Freiwilligen betreut und Kinder-Gruppen aus dem europäischen Ausland eingeladen. So können die teilnehmenden Kinder selbstbestimmt kulturelle Vielfalt, verschiedene Lebensentwürfe und Sprachen kennenlernen.
Andere Konzepte bieten den Kindern in der Kinderstadt auch ein Abendleben (z. :B. Kino, Theater, Zirkus, Disco) und evtl. auch die Möglichkeit zur Übernachtung.

### Projekte
Die Kinder können in einer Kinderstadt aus verschiedenen Arbeitsprojekten wählen, bei denen sie Spielgeld in eigener Währung verdienen können. Das Spielgeld kann für Konsum von Essen, Getränken, Freizeitangeboten oder den Erwerb von selbstgebastelten Gegenständen ausgegeben werden. Die Auszahlung geschieht durch eine Bank. Das Arbeitsamt hilft bei der Suche nach freien Arbeitsstellen aus den Bereichen
- Medien (z. B. Zeitung, Radio, Fernsehen)
- Handwerk (z. B. diverse Bastelprojekte, Hüttenbau, Bäckerei)
- Handel (z. B. Eisdiele, Kaufhaus)
- Behörden (z. B. Bank, Arbeitsamt, Feuerwehr, Polizei, Post, Müllabfuhr)
- Freizeit (z. B. Schwimmbad, Sauna)
- Kultur (z. B. Zirkus, Theater)

Üblich ist auch ein gewählter Stadtrat und ein Bürgermeister, der unter anderem Entscheidungen über die Verwendung von Steuermitteln treffen darf.

## Pädagogische Ziele
Den Kindern wird ermöglicht, die alltäglichen Lebensprozesse der Erwachsenen spielerisch zu erfahren. Durch die umfassende und überzeugende Spielwelt können Kinder mit ansonsten schwer verständlichen oder vermittelbaren sozialen Prozessen (z. B. Gemeinderat, Wahlen, Demokratie), wirtschaftlichen Zusammenhängen (z. B. Inflation, Arbeitslosigkeit, Angebot und Nachfrage) sowie mit dem Erwachsenenleben erste Erfahrungen und hautnahe Erlebnisse sammeln.
Ein weiterer wichtiger Ansatz ist es, Kindern zu Mitwirkung an öffentlichen Prozessen und zur Übernahme von Verantwortung zu animieren. Hierbei geht es darum, Kindern politische Prozessen näher zu bringen und dafür Sorge zu tragen, dass die Kinder ihre Rechte wahrnehmen bzw. wahrnehmen können. In Kinderspielstädten werden Kinder gefördert und befähigt, sich bei Veranstaltungen besonders um andere Kinder zu kümmern. Insbesondere spielen und lernen Kinder verschiedenen Alters gemeinsam.
Manche Kinderstädte bieten den Kindern die Möglichkeit, sich in gewissen Grenzen auch an der Planung zu beteiligen, Projektwünsche zu äußern und einzelne Entscheidungen zu beeinflussen (z. B. das Design des Spielgeldes oder das Mittagessen).

## Verwandte Themen
- Kooperatives Lernen, Offenes Lernen, Offener Unterricht, Selbstgesteuertes Lernen
- Demokratische Erziehung, Demokratische Bildung
- Kinderrepublik
- Demokratische Schulen können Bestandteil einer Kinderrepublik sein, oder eigenständig.
- Schule als Staat ist ein zeitlich befristetes Projekt mit ähnlichen Zielsetzungen wie die Kinderrepublik.
- Deschooling (wörtlich übersetzt: Entschulen) ist ein Begriff kritischer Pädagogen und Gegner staatlicher Schulen, bezeichnet aber je nach Kontext verschiedene Dinge.